# Verti
Verti è una società multinazionale che opera nel mercato assicurativo. Nata in Spagna nel 2011, opera anche in Italia, Germania e USA. È controllata dal gruppo spagnolo Mapfre.

## Storia
Il 25 settembre 2014, Mapfre annuncia di avere raggiunto un accordo con la britannica Direct Line per rilevare le attività in Italia e Germania. 
Il 1º marzo 2018 Direct Line diventa Verti.

### Italia
In Italia secondo i dati ANIA contenuti nel rapporto "premi del lavoro diretto italiano 2021" del 2020 Verti è il decimo gruppo assicurativo per i veicoli terrestri con 1,99% dei premi totali.